# Acebutolol
El acebutolol es un fármaco bloqueador de los receptores β1 cardioselectivo, es decir que sus acciones son específicas en el corazón antes de llegar a ser efectivas en el pulmón, por lo que está indicado en medicina para el tratamiento de la hipertensión, angina, y trastornos del ritmo cardíaco. 

## Descripción.
Polvo blanco soluble en agua, y menos soluble en alcohol.

## Farmacocinética
El acebutolol no tiene impactos negativos sobre los lípidos del suero sanguíneo (colesterol y triglicéridos). No se ha observado una disminución en la HDL. En este respecto, difiere de otros beta-bloqueadores, los cuales tienen esta propiedad desfavorable.

### Vías de administración (Formas de uso).
Se utiliza por vía oral e intravenosa.

### Absorción
Acebutolol se absorbe bien en el tracto gastrointestinal. La ingesta de alimentos coincidente disminuye levemente la absorción y la concentración máxima en sangre, la cual es alcanzada en aproximadamente dos horas y media.

### Distribución
El acebutolol tiene una baja afinidad por las proteínas plasmáticas (alrededor del 26%). Debido a su hidrofilia pasa con dificultad la barrera hematoencefálica. La vida media de eliminación plasmática de acebutolol es de aproximadamente 3 a 4 horas, mientras que la de su metabolito, diacetolol, es de 8 a 13 h . Atraviesa la barrera placentaria y se secreta en la leche materna.

### Metabolismo y metabolitos
Sufre ampliamente el primer paso hepático,  con una biodisponibilidad absoluta de aproximadamente el 40%. El principal metabolito es un N-acetil derivado conocido como diacetolol, el cual es farmacológicamente activo. Este metabolito es equipotente al acebutolol por lo que este fenómeno de primer paso no atenúa el efecto terapéutico final. La biotransformación hepática puede sufrir saturación a dosis superiores a las terapéuticas, lo que tiene implicaciones en las interacciones. Igualmente, no parece depender de los tipos genéticos de acetiladores

### Excreción
Eliminación a través de la excreción renal es de aproximadamente el 30% a 40% y por mecanismos no renales del 50% al 60%, lo que incluye la excreción en la bilis y el paso directo a través de la pared intestinal.La tasa de excreción no se altera con la modificación del pH urinario.
En pacientes geriátricos, la biodisponibilidad de acebutolol y su metabolito se ve duplicada, probablemente debido a la disminución en el metabolismo de primer paso y a la peor función renal en el anciano.

## Farmacodinámica.

### Mecanismo de Acción.
El acebutolol es un β-bloqueante selectivo cardíaco caracterizado por tener actividad simpaticomimética intrínseca.

### Efectos.
Está indicado preferentemente sobre los beta-bloqueantes no cardioselectivos en pacientes con asma bronquial o con una enfermedad pulmonar obstructiva crónica (EPOC) que requiera tratamiento con un beta-bloqueante. En dosis menores de 800 mg diarios los efectos constrictores sobre el sistema bronquial y del músculo liso de los vasos sanguíneos es de solo 10-30% de los observados con medicamentos como propranolol. Sin embargo existen evidencias experimentales que sugieren que las propiedades cardioselectivas disminuyen a dosis de 800 mg al día o mayores, probablemente debido a la saturación del metabolismo hepático.
Su efecto antihipertensivo es similar al del propanolol y, como antiarrítmico, su efecto se mantiene tanto en reposo como durante el ejercicio.

### Interacciones.
| Fármacos que interaccionan con Acebutolol. | |
| Fármaco.                                   | Resultados de la interacción.                                                                               |
| Reserpina.                                 | Potenciación del efecto.                                                                                    |
| Estimulantes alfa adrenérgicos.            | Crisis hipertensiva.                                                                                        |
| Iodotironina.                              | Disminución del efecto.                                                                                     |
| IMAO                                       | Exageración del efecto bradicárdico.                                                                        |
| Cimetidina.                                | Potenciación del efecto por inhibición del metabolismo hepático.                                            |
| Cevimelina.                                | Riesgo de bloqueo auriculo-ventricular.                                                                     |
| Mefloquina.                                | Alteraciones del EKG y paro cardíaco.                                                                       |
| Fitoterapia.                               | Especial control en pacientes que tomen jengibre (Zingiber officinale) y espino albar (Crataegus laevigata) |

## Uso clínico.

### Indicaciones.
- Hipertensión.[6]
- Angina de pecho, incluyendo la angina inestable.
- Arritmias cardíacas ventriculares y auriculares.[7]
- Infarto agudo de miocardio en pacientes de alto riesgo.

### Efectos Adversos.
Para la valoración de las reacciones adversas (RAM) se tendrán en cuenta los criterios de la CIOSM.
| Reacciones adversas a Acebutolol |                 | |
| Sistema implicado.               | Grupo CIOSM.    | Tipo de reacción.                                                                                           |
| Cardiovascular                   | Frecuentes.     | - Dolor precordial. - Edema.                                                                                |
| Cardiovascular                   | Infrecuentes.   | - Hipotensión. - Bradicardia. - Insuficiencia cardíaca.                                                     |
| Sistema Nervioso Central         | Muy frecuentes. | - Fatiga.                                                                                                   |
| Sistema Nervioso Central         | Frecuentes.     | - Depresión. - Mareos. - Dolor de cabeza. - Insomnio. - Sueños anormales.                                   |
| Sistema Nervioso Central         | Infrecuentes.   | - Ansiedad. - Alteraciones de la sensibilidad. - Impotencia.                                                |
| Piel y anexos.                   | Frecuentes.     | - Rash. |
| Piel y anexos.                   | Infrecuentes.   | - Picor. |
| Gastrointestinal                 | Frecuentes.     | - Estreñimiento. - Diarrea. - Dispepsia. - Flatulencia. - Náuseas.                                          |
| Gastrointestinal                 | Infrecuentes.   | - Vómitos. - Dolor abdominal. - Elevación enzimas hepáticas.                                                |
| Genitourinario                   | Frecuentes.     | - Polaquiuria.                                                                                              |
| Genitourinario                   | Infrecuentes.   | - Disuria. - Nicturia.                                                                                      |
| Problemas Respiratorios          | Frecuentes.     | - Tos. - Disnea. - Rinitis.                                                                                 |
| Problemas Respiratorios          | Infrecuentes.   | - Faringitis. - Sibilancias.                                                                                |
| Otros.                           | Frecuentes.     | - Artralgia y Mialgia asociadas a hallazgos de anticuerpos antinucleares (ANA) en sangre. - Visión anormal. |
| Otros.                           | Infrecuentes.   | - Conjuntivitis. - Sequedad ocular. - Dolor ocular.                                                         |

### Contraindicaciones.
1. Bradicardia severa.
2. Bloqueo cardíaco de 2º y 3º grado.
3. Insuficiencia cardiaca congestiva manifiesta. (Especial seguimiento médico).
4. Shock cardiogénico.
5. El uso de acebutolol puede empeorar una isquemia arterial periférica por disminución del gasto cardíaco, por lo que habrá de ser objeto de especial seguimiento médico.

La suspensión repentina del uso del medicamento puede causar, en algunas personas, dolor en el pecho o un infarto agudo de miocardio.

### Presentaciones.
Se comercializa en forma de cápsula y comprimido para administración oral con dosis de 200 y 400 mg, en forma de clorhidrato. Se puede encontrar asociado a diuréticos (hidroclorotiazida, 12.5 mg) a dosis de 200 mg . 
Ampollas de 5 ml, conteniendo 5 mg/ml .
Entre los excipientes habituales podemos encontrar:
- Gelatina
- Almidón
- Metilparabén y propilparabén
- Povidona
- Lauril sulfato sódico
- Ácido esteárico
- Dióxido de titanio